# Pieter Offers
Pieter Arnout Offers (Almelo, 10 april 1942) is een Nederlands jurist, bestuurder en voormalig lid van de Raad van State. Naast voltijds staatsraad is Offers ook actief als voorzitter van het regionaal tuchtcollege voor de gezondheidszorg in Den Haag, als plaatsvervangend voorzitter van de Codecommissie geneesmiddelenreclame en is hij lid van enkele raden van toezicht en bestuur.
Na zijn studie rechten in Leiden in 1969 te hebben afgerond, werd  Offers rechterlijk ambtenaar in opleiding (raio) bij de Rechtbank Assen en later bij het arrondissementsparket te Assen. In 1974 werd hij, in dezelfde functie van gerechtssecretaris, werkzaam bij de rechtbank Den Haag; in 1976 werd hij benoemd tot gerechtsauditeur. In 1978 volgde zijn benoeming tot rechter bij dezelfde rechtbank - hij was al een jaar eerder al als gebruikelijk voor raio's - tot rechter-plaatsvervanger benoemd.
Van 1981 tot en met 1984 was hij - gedetacheerd vanuit de rechtbank Den Haag - lid van het Hof van Justitie op de Nederlandse Antillen, waarna hij werd benoemd tot vicepresident van de rechtbank Den Haag. In 1991 werd hij president van de rechtbank Dordrecht. Van 1 maart 1999 tot de aanvang van zijn lidmaatschap van de Raad van State op 1 december 2000 was hij president van de rechtbank Zutphen. Op 1 mei 2012 ging Offers met pensioen. 